# Torreperogil
Torreperogil és un municipi de la província de Jaén (Andalusia, Espanya) situat en la comarca de La Lloma, prop de les renaixentistes ciutats d'Úbeda i Baeza. Segons dades del INE, el 2005 tenia 6.813 habitants. El nom del poble prové del cavaller feudal Pero Xil de Zático a qui Ferran III de Castella va donar en senyoriu la vila després de la Reconquesta el 1231.